# Hand in hand, kameraden (Geen woorden maar daden)
Hand in hand, kameraden (Geen woorden maar daden) en français : « Main dans la main, camarades (Pas des mots mais des actes) » est une chanson écrite par Jaap Valkhoff et interprétée par le chanteur néerlandais Jacky van Dam (nl), sortie  en single 45 tours en 1961. Écrite à propos du Feyenoord Rotterdam, elle en est devenue l'hymne officiel.

## Thème

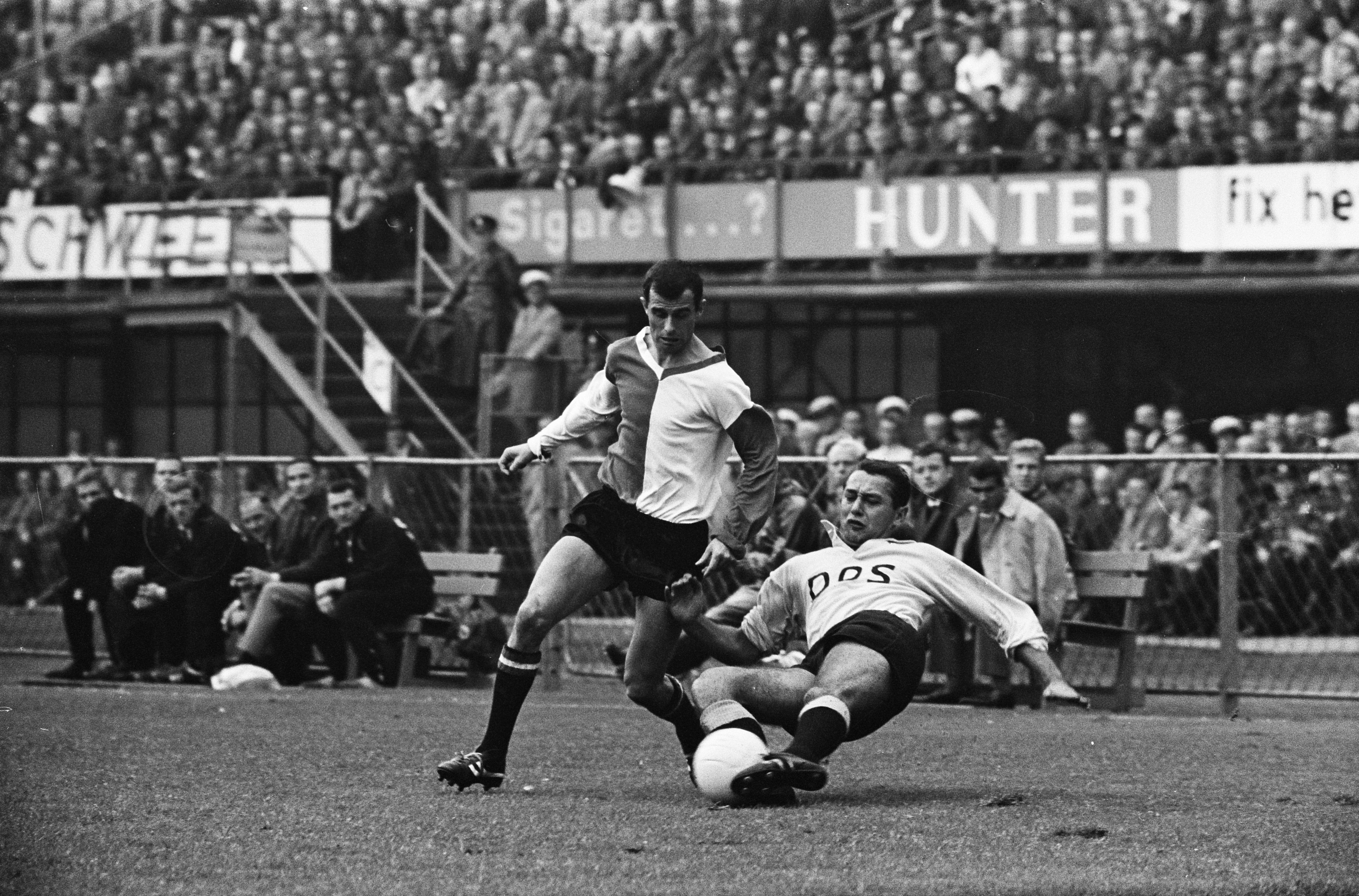
La vitesse de course de Coen Moulijn est mentionnée dans les paroles de Hand in hand, kameraden.

La chanson raconte une journée passée au stade pour voir jouer l'équipe de Feyenoord, décrivant les joueurs en train de jouer, les actions de jeu ainsi que la réaction des supporters au match.

## Histoire

### Genèse
La musique est composée en 1887 par l'Allemand Wilhelm Speidel, et est par la suite utilisée comme marche militaire par la Wehrmacht.
L'association de cette mélodie avec le football semble se faire en Belgique et aux Pays-Bas dans les années 1930. C'est dans ces années, en 1934, que la première chanson serait composée sur cette mélodie, avec un hymne à la gloire de SVV.
Dans les années 1950 le football devient professionnel aux Pays-Bas ce qui provoque la création de l'Eredivisie. Un des premiers singles lié au football sort en 1959 chez Philips Records. C'est le joueur du SC Enschede, Abe Lenstra, qui chante cette chanson baptisée Geen woorden maar daden. En 1961, un single sort qui fait référence à Coen Moulijn, joueur emblématique de Feyenoord, Heeft Coen de bal aan z'n schoen par Rita Corita.

### Enregistrement
Au début des années 1960 le producteur Johnny Hoes a donc l'idée de composer une chanson pour le Feyenoord Rotterdam. Pour ce faire, il contacte Jaap Valkhoff pour écrire les paroles car ce dernier est supporter de Feyenoord. Pour la musique et une partie des paroles de cette chanson, Hoes s'inspire de l'hymne de COAL, club où il jouait dans sa jeunesse, un hymne qui était donc joué sur l'air de la composition de 1887 de Speidel. Les droits de la chanson sont déposés à la Buma-Stemra en 1961 et le single sort en novembre 1961,. L'interprète du single est Jacky van Dam (nl) pendant que Valkhoff fait les cœurs et s'occupe de l'orchestration. La face B du single est chantée en duo entre Van Dam et Valkhoff.

## Accueil du public

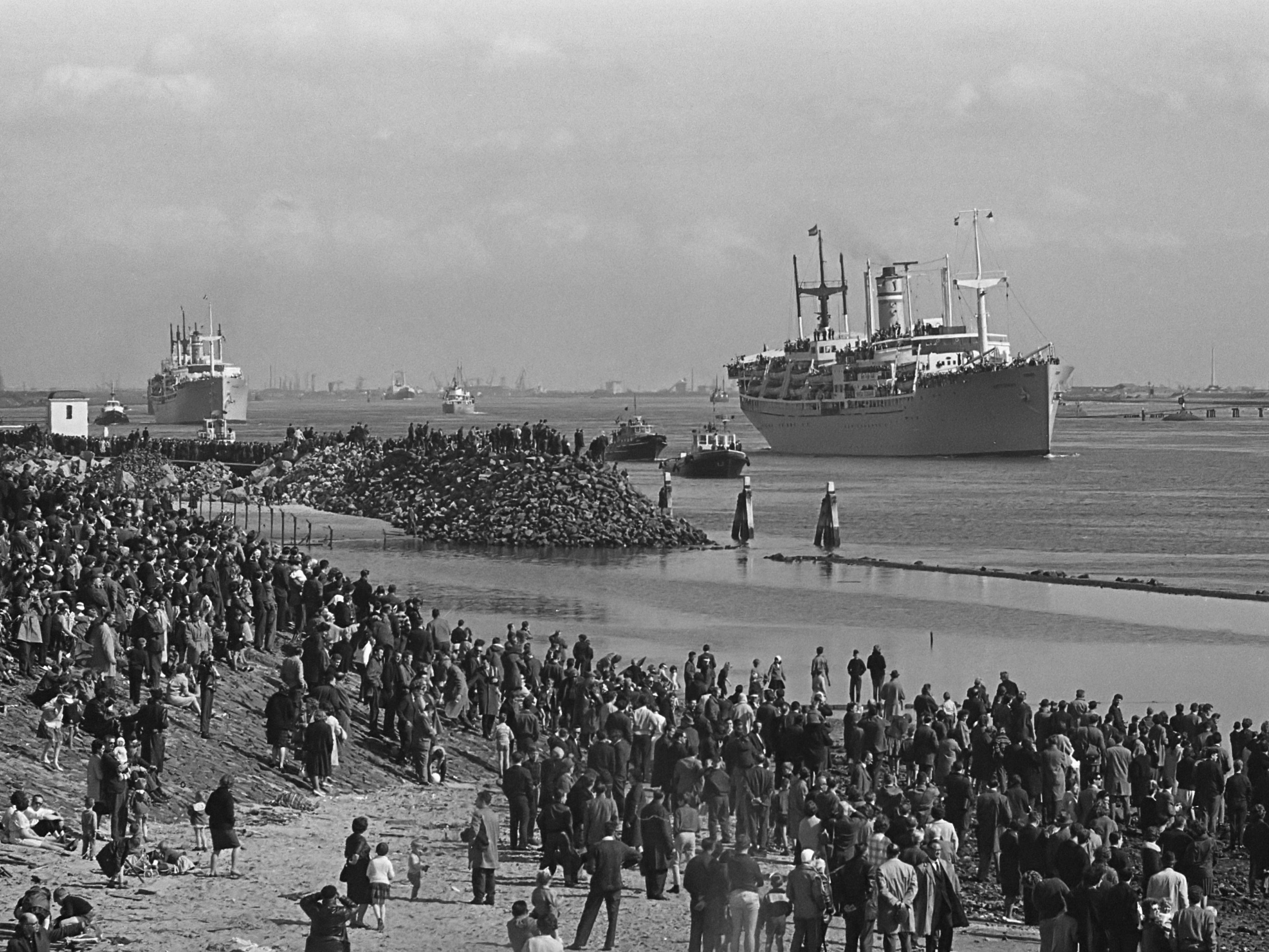
Les deux bateaux de supporters de Feyenoord se rendant à Lisbonne.

La chanson devient extrêmement populaire aux Pays-Bas car sa sortie coïncide avec les succès sportifs de Feyenoord du début des années 1960 : elle sort après le titre de 1961 et lors de la saison 1961-1962 que Feyenoord remporte également. Le parcours européen de Feyenoord en 1963 finit de lui confèrer un statut de tube. Elle reste neuf semaines dans le top 10 des charts au moment où Feyenoord joue la demi-finale la Coupes des champions en 1963. À l'occasion du match retour de cette demi-finale, qui se dispute à Lisbonne, les supporters de Feyenoord se déplacent en nombre via deux bateaux affrétés pour l'occasion par le journal Het Vrije Volk. Lorsque les bateaux et leurs 1 500 supporters arrivent à Lisbonne, ils sont accueillis par les joueurs qui se mettent à chanter avec eux la chanson jouée depuis un des bateaux.

## Postérité
La chanson est aujourd'hui considérée comme l'hymne de Feyenoord, elle est jouée à l'entrée des joueurs sur le terrain lors des matchs au Stade Feijenoord. Le journal Algemeen Dagblad considère qu'il s'agit de la chanson la plus importante associée au club et que « les vrais supporters la connaissent de A à Z ». De Volkskrant la qualifie de « chanson ultime » de Feyenoord.

## Autres versions et reprises
Dans les années 1960, deux versions sont réalisées en tant qu'adaptation pour l'Ajax Amsterdam,.
Deux groupes de gabber du label Rotterdam Records ont réalisé des morceaux reprenant la mélodie : Rotterdam Termination Source dans Feyenoord en 1992, et De Kuipkanjers avec Hand in hand, gabbers en 1993.
En 2003, un groupe de oi! baptisé Foienoord reprend la chanson sur son album éponyme.

## Liste des titres
Différentes versions du vinyle 45 tours circulent dans les années 1960. Certaines de ces copies omettent la partie entre parenthèses du titre de la face A, et dans certains cas le succès de 1960 de Jacky van Dam écrit par Valkhoff, Japie de portier, remplace le duo De Twee veteranen sur la face B.
| A1. | Hand in hand, kameraden (Geen woorden maar daden) | Jaap Valkhoff               | 2:53 |
| B1. | De Twee veteranen                                 | H. Bitter, Tonny van Maurik | 2:27 |

## Historique de sortie
Le single sort une première fois fin 1961, et connaît ensuite plusieurs réimpressions.
| Pays     | Date | Format   | Label   |
| -------- | ---- | -------- | ------- |
| Pays-Bas | 1963 | 45 tours | Fontana |

## Classements
| Classement (1963)         | Meilleure position |
| ------------------------- | ------------------ |
| Pays-Bas (Single Top 100) | 7                  |